# 群鷹翔國土資源航空
群鷹翔國土資源航空（Great Wing Airline），簡稱群鷹翔航空，是以航空攝影測量為主的專業航測航空公司，主要接受政府機關或研究機構的委託，公司機隊駐地於臺中清泉崗機場。

## 歷史
過去原為華毅航空，2004年群鷹翔測量科技入主經營後改為現名，並擴大規模提供航線計畫設計、航空標布設作業、GPS衛星定位測量等服務。
現有機隊包括兩架Britten-Norman BN-2 Islander型螺旋槳雙引擎多用途航測定翼機（編號B-69832及B-69896），已於2021年3月出售。

## 外部連結
- 群鷹翔國土資源航空股份有限公司（繁體中文）
- 群鷹翔測量科技股份有限公司 （页面存档备份，存于）（繁體中文）（英文）